# Cássio Freitas
Pour les articles homonymes, voir Paiva (homonymie).
Cássio Freitas de Paiva, né le 31 août 1965 à Belo Horizonte, est un coureur cycliste brésilien. Il fut professionnel de 1989 à 2000. Il a remporté le Tour du Portugal en 1992 et le Tour de l'Algarve à 2 reprises.

## Biographie
Cássio Freitas est l'un des meilleurs coureurs brésiliens de l'histoire cycliste. En effet après être au venu au cyclisme un peu par hasard à un âge assez tardif[réf. nécessaire], il se fait remarquer par sa 20e place aux Jeux olympiques d'été de 1988 à Séoul, puis l'année suivante en animant[réf. nécessaire] le championnat du monde amateurs avant de finir 14e. 
Cette année-là, il s'installe au Portugal où il reste dix ans. En 1992, il remporte le Tour du Portugal. À la fin de l'année 2000, il décide de rentrer au Brésil où il court toujours en catégorie amateur. Dès 2001, il s'illustre en remportant le championnat national.
Professionnel de 1989 à 2000, il remporta une vingtaine de victoires dans sa carrière, la plupart dans des courses du calendrier national portugais.
En 2012, il est le directeur sportif de la sélection féminine de cyclisme sur route aux Jeux de Londres. Deux ans plus tard, il est, cette fois, le directeur sportif de l'ensemble de la sélection brésilienne de cyclisme sur route aux Jeux sud-américains.

## Palmarès
| - 1987 - Torneio de Verão - Tour de Santa Catarina - 1988 - 2 étapes du Tour d'Uruguay - 1989 - 2e du Tour du Portugal - 1990 - 3e étape du Tour de La Rioja - 1991 - 2e et 4e étapes du Grand Prix Jornal de Noticias - Grande Prémio a Capital : - Classement général - 5e étape - 2e du Grand Prix Jornal de Noticias - 1992 - Grand Prix Jornal de Noticias : - Classement général - 5e étape - Tour du Portugal : - Classement général - 12e étape - 1993 - Tour de l'Algarve : - Classement général - 7e étape - Grande Prémio Correio da Manhã : - Classement général - 3e étape (contre-la-montre) - 5e étape du Grand Prix Abimota - Grande Prémio O Jogo - Grande Prémio Sardotal : - Classement général - 1re étape - 2e du Grande Prémio Jornal de Notícias | - 1995 - Tour de l'Algarve : - Classement général - 7e étape - Grande Prémio a Capital - 2e étape de la Volta a Trás-os-Montes e Alto Douro - Grande Prémio Lacticoop - 2e de la Volta a Trás-os-Montes e Alto Douro - 2e du Trophée Joaquim-Agostinho - 1996 - 4e étape du Grand Prix Abimota - 2e étape du Grande Prémio Gondomar - Grande Prémio Lixo Reciclado - Prologue du Grand Prix Jornal de Noticias - Porto-Lisbonne - 1997 - Circuit de Nafarros - 2e du Tour de l'Algarve - 2e du Circuit de Malveira - 1998 - Tour de Mendoza - Médaillé d'or de la course en ligne des Jeux sud-américains - Médaillé d'argent du championnat panaméricain sur route - 2000 - Tour de Santa Catarina - 2001 - Champion du Brésil sur route - Tour de Santa Catarina - Tour du Goiás - Volta da Serra do Mar - 2002 - 2e du Tour de Santa Catarina - 2005 - Circuito Boa Vista |  |

## Résultats sur lesgrands tours

### Tour d'Espagne
3 participations.
- 1990 : 95e du classement général.
- 1991 : 45e du classement général.
- 1994 : 79e du classement général.

## Résultats sur les championnats
| - Course en ligne 1 participation. - 1988 : 20e au classement final. - 100 km par équipes 1 participation. - 1988 : 18e au classement final. | - Contre-la-montre 1 participation. - 1995 : 22e au classement final. |  |

| - Course en ligne 1 participation. - 1989 : 14e au classement final. | - Course en ligne 1 participation. - 1998 : Deuxième au classement final. |  |